# Francesca Riccardi
Francesca Riccardi (Parma, 28 de setembre de 1778 - Bolonya, 1845) fou una cantant italiana.
Als setze anys cantà per primera vegada al teatre de Brescia, on va obtenir un gran èxit. L'any següent cantà a Milà i Florència, i vers el 1798 va contraure matrimoni amb el cèlebre compositor Ferdinando Paër, al que seguí a París, Viena i Dresden. Amb ell, va tenir tres fills: Alphonsine, cantant òtpima, que va quedar-se amb el pare a París i on va morir el 1834, Alessandro que va seguir-la a Itàlia i fer una carrera musical i Maurice, nat el 1807. Després se'n va separar. Dotada de bella veu, després es feu aplaudir als principals teatres d'Itàlia.